# Subaru Legacy

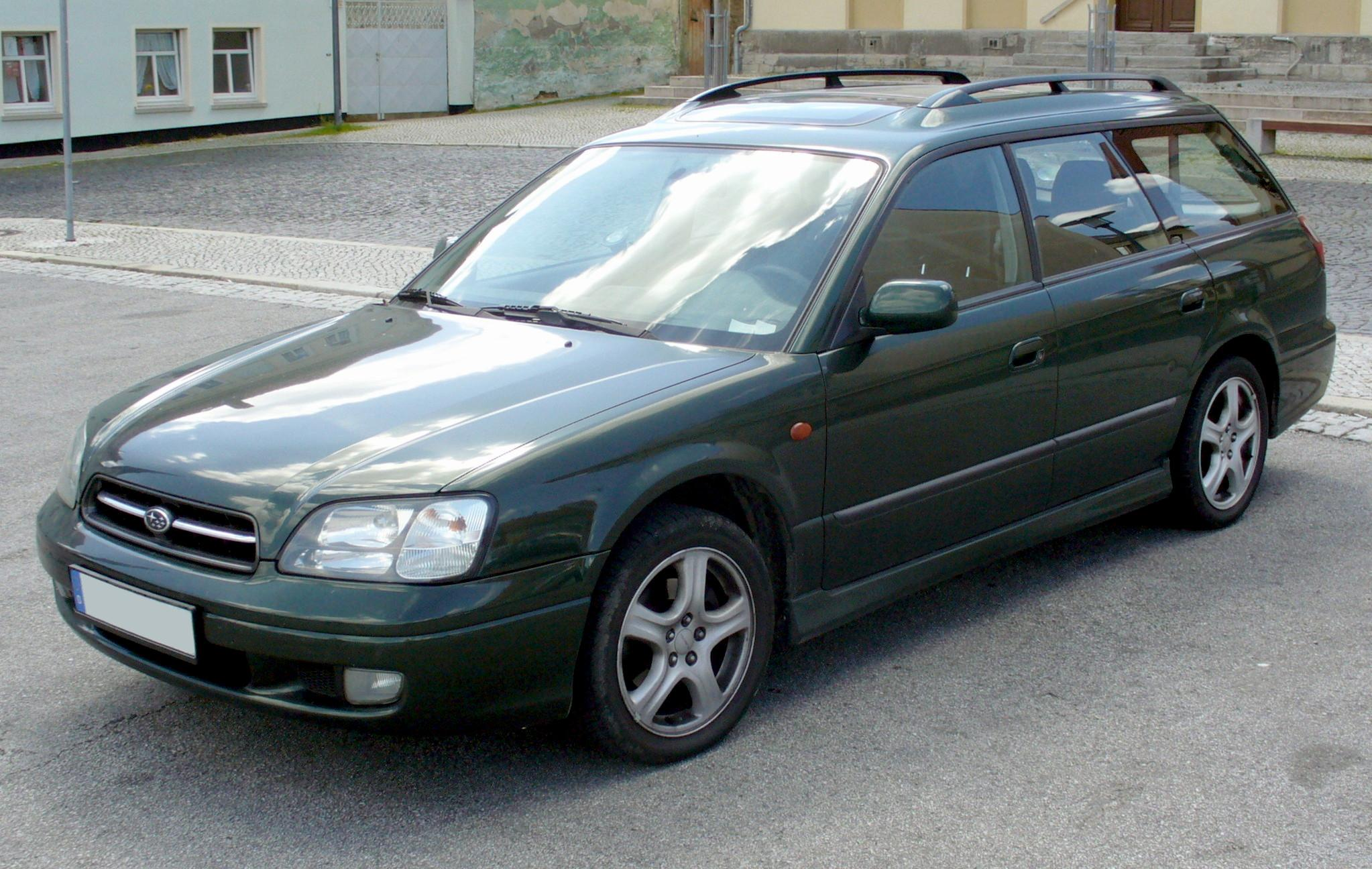
Subaru Legacy Generation 3 kombi.

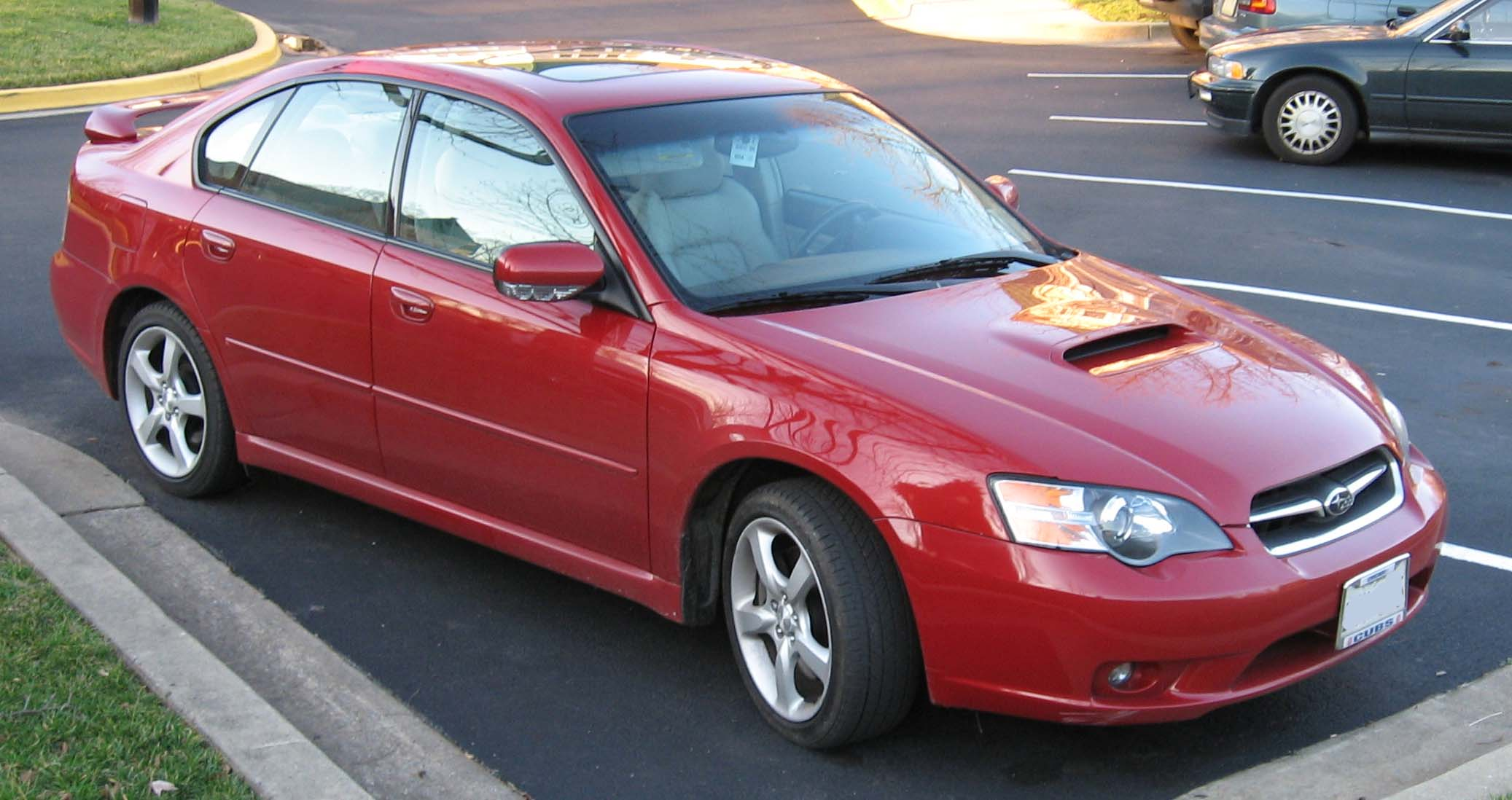
Subaru Legacy Generation 4 2.5GT(USA-marknaden)

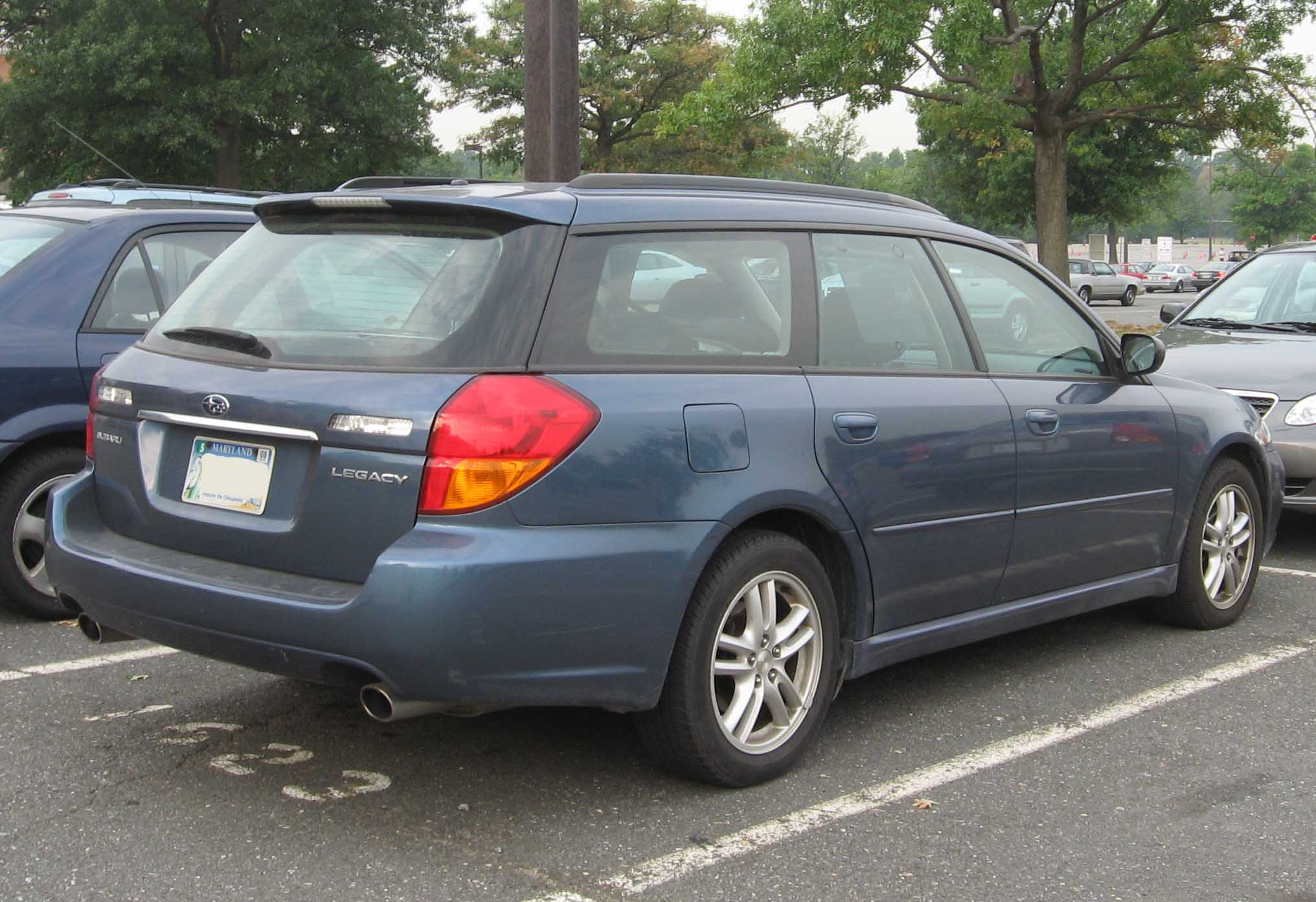
Subaru Legacy Generation 4 kombi.

Subaru Legacy är en bil i övre mellanklassen, modellen har dock sedan 2015 ersatts av Subaru Levorg i Europa. Legacy finns i sedan- eller kombiutförande med boxermotor och har Symmetrical All wheel drive, vilket är Subarus namn på sin fyrhjulsdrift. Det finns också en modell kallad Outback, som är en förhöjd variant av Legacys kombimodell. Gemensamt för alla Legacy-modeller är låg tyngdpunkt i och med boxermotorn, och ett sportigt uppträdande. Legacy är dock inte anpassad för offroadkörning, vilket Subaru Outback är.

## Generationer

### Generation 1 (1989-1993)- BC, BF BJ
Legacy presenterades som årsmodell 1989 som en ersättare till Subaru Leone. Legacy introducerades med en ny boxer fyra som kom att ersätta den gamla EA-motorn. Den nya serien kom att kallas EJ.
Första generationen Legacy fanns i tre chassi utföranden, sedan, kombi och kombi med extra takhöjd.
Med första generationen Legacy så gav sig Subaru in i världsmästerskapen i rally (WRC) tillsammans med föraren Collin McRae.

### Generation 4 (2003-2009) - BL, BP
Generation fyra av modellen kom 2004. 
Då fanns det en 2 liters version med 137 hk och 165 hk, som senare blev 2,5 liters men med samma effekt och en 3 liters sexcylindrig variant kallad 3.0R som även fanns i Spec B. utförande, gemensamt för de båda är n motoreffekt på 245 hk.
Modellen fick en lättare ansiktslyftning 2006, samt en uppdaterad utrustningslista, och kom till Sverige som 2007 års modell. 
Motoralternativen var 2,0 (137 hk), 2.5 liter (165 hk), 2.5 liter (265 hk) samt 2.0 liter dieselmotor (150hk)
Med elektronisk styrning av växellåda och gasspjäll har Subaru också fått ned bränsleförbrukningen på den senaste generationen av Legacy (2004-). Automat- eller manuell växellåda spelar ur den aspekten i princip ingen roll längre, deklarerad bränsleförbrukning är till och med lägre med den automatväxlade varianten, även om tester indikerar att i praktiken brukar man ligga på ungefär samma förbrukning för blandad körning.
De större motorerna på de senare modellerna har också en så kallad SI-drive, vilket kort sagt är en väljare för olika lägen i växellådan. Med SI-drive satt på Intelligent-mode så sparar man upp till 10 procent bränsle, men med Sport, eller Sport sharp får man istället ett betydligt rappare och sportigare uppträdande. Testare har kommenterat att det känns som att byta ned sig en storlek i motor med hjälp av SI-drivens ekonomiläge.

#### Spec B.
Med 3.0 motorn kunde man beställa bilen i Spec B. utförande, dessa bilar var mer sport-orienterade med hårdare dämpning från bilstein, aluminium pedaler och kom enbart med 6-växlad låda fram till 2005. 2006 års modell fans den även som automat men det som skiljde dom åt var att manuela fick aluminium pedalerna och automaten kunde ha VDC. 2007-2009 var dom lika mellan manuel och automat förutom paddlar på automat och aluminium pedaler på manuela. . Utanför Europa såldes Spec B. med en 2.5L turbomatad motor istället.

### Generation 5 (2009-2014) - BM, BR
Femte generationen kom med en 4 cylindrig boxermotor på 2,5l 163hk och Legacy Sti kom med en fem cylindrig boxermotor på 2,6l med turbo och 197hk

### Generation 6 (2014-2019) & 7 (2020-)
Ej sålts på den svenska marknaden. Levorg har ersatt Legacy på den svenska marknaden.